# Colimarena colima
Espèce
Synonymes
- Colima colima Jocqué & Baert, 2005

Colimarena colima est une espèce d'araignées aranéomorphes de la famille des Zodariidae.

## Distribution
Cette espèce est endémique du Colima au Mexique,. Elle se rencontre vers Colima.

## Description
Le mâle holotype mesure 5,04 mm et la femelle paratype 6,00 mm.

## Systématique et taxinomie
Cette espèce a été décrite sous le protonyme Colima colima par Jocqué et Baert en 2005. Le nom Colima Jocqué & Baert, 2005 étant préoccupé par Colima Goodnight & Goodnight, 1945 a été remplacé par Colimarena par Jocqué et Baert en 2021.

## Étymologie
Son nom d'espèce lui a été donné en référence au lieu de sa découverte, Colima.

## Publication originale
- Jocqué & Baehr, 2005 : « Two new neotropical genera of the spider family Zodariidae (Araneae). » Bulletin de l'Institut royal des Sciences naturelles de Belgique (Entomologie), vol. 75, p. 119-133.